# Långemåla kyrka
Långemåla kyrka är en kyrkobyggnad som tillhör Långemåla församling i Växjö stift. 

## Kyrkobyggnaden
Tidigare kyrka på platsen var en träkyrka som troligen uppfördes vid mitten av 1600-talet. Enligt en teckning av Petrus Frigelius 1750 bestod kyrkan av  ett långhus  med högt sittande fönster och ett rakslutande  kor i öster. I väster hade ett vapenhus    uppförts. . Eftersom kyrkan saknade torn hade kyrkklockorna sin plats i en klockstapel.Kyrkan revs när den nya kyrkobyggnaden togs i bruk.
Nuvarande stenkyrka i Karl Johanstil uppfördes 1828 - 1834 av byggmästare Sven Nilsson efter ritningar av arkitekten Samuel Enander. 5 augusti 1832 invigdes kyrkan av biskop Anders Carlsson af Kullberg.
Kyrkan består av rektangulärt långhus med  kor i  öster och en smalare halvrund sakristia bakom koret. Vid västra kortsidan finns kyrktornet med huvudingång och  vapenhus. Tornet är försett med tidsenlig sluten lanternin   krönt av ett kors. Ingångar finns även mitt på södra långsidan och till sakristian från nordöstra sidan. Långhuset har ett tegeltak, sakristian spåntak och tornet har koppartak.
Interiören som är av   salkyrkotyp präglas av ljus och rymd. Över kyrkorummet välver sig ett innertak av trätunnvalv.  Ursprungligen fanns i koret en altarpredikstol.Vid renoveringen 1908 förändrades koret genom att arrangemanget med altarpredikstolen upplöstes och ersattes med en altaruppställning.

## Inventarier[2]
- Altartavlan, som tillkom 1914, är målad av Ivan Hoflund, Kalmar. Dess motiv är Jesus i Getsemane.
- Altaruppställningen  som  omger altartavlan består av två  marmorerade  pilastrar  med ett överstycke bestående av  en bruten trekant med en strålsol i mitten. (Strålsolen hade tidigare sin plats på korväggen över altarpredikstolen).
- Ett nattvardskärl är från 1730-talet.
- Två altarskåpsdörrar är från 1400-talet. På ena dörren finns en avbildning av Växjö domkyrka som är den tidigaste kända bilden av domkyrkan. Två skulpturer, som suttit på altarskåpsdörrarnas insidor, finns också bevarade.
- Fem skulpturer är från 1600-talet.
- Predikstolen var från begynnelsen en altarpredikstol. Vid en renovering 1908 flyttades predikstolen till sin nuvarande plats vid norra väggen. 1954 försågs den med ljudtak.
- Dopfunt i  ölandssten  tillkom 1954.
- Bänkinredning med dörrar mot mittgången från kyrkans byggnadstid.
- Orgelläktare med utsvängt mittstycke.

## Bildgalleri

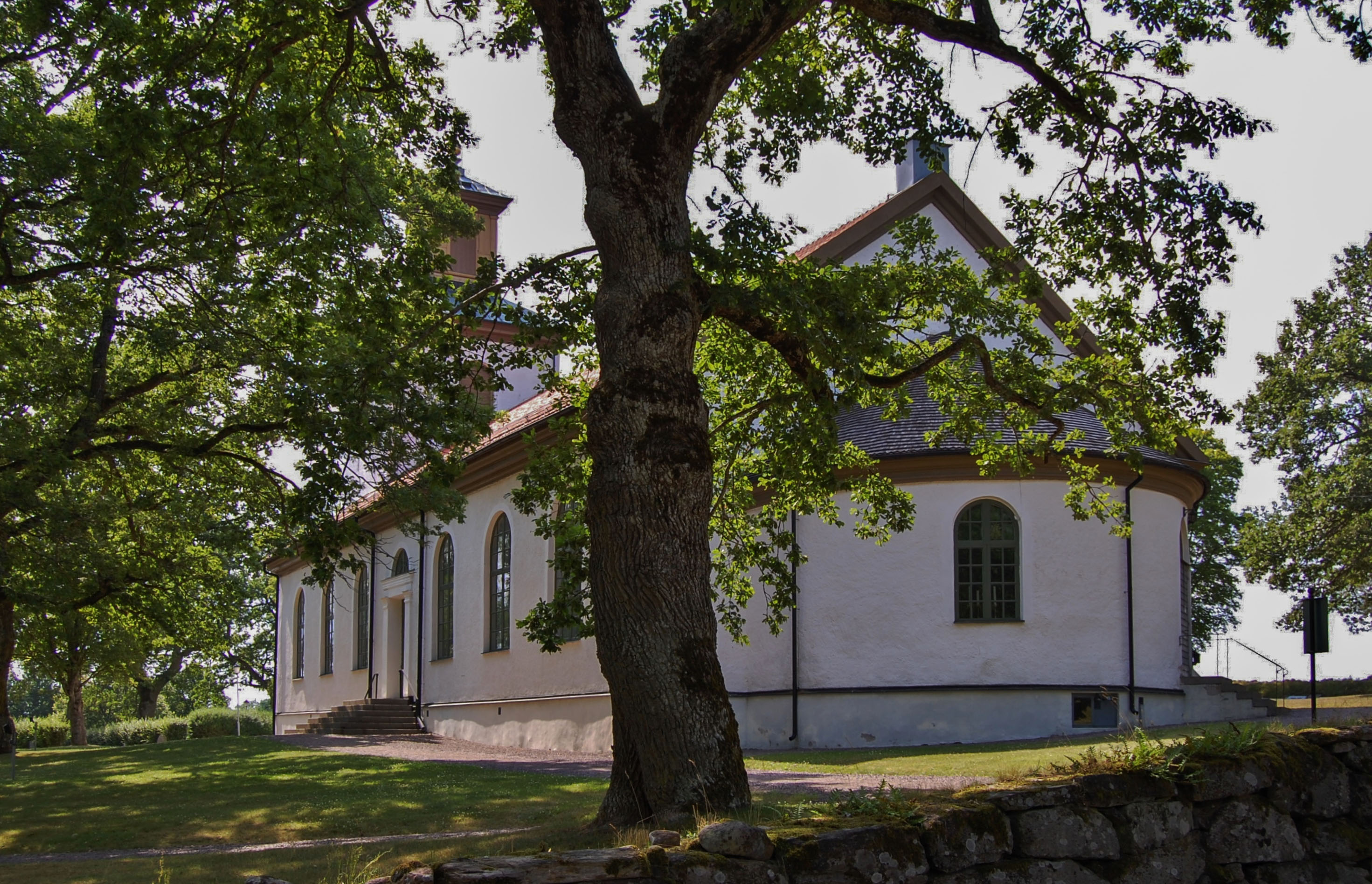
Exteriör från sydöst.
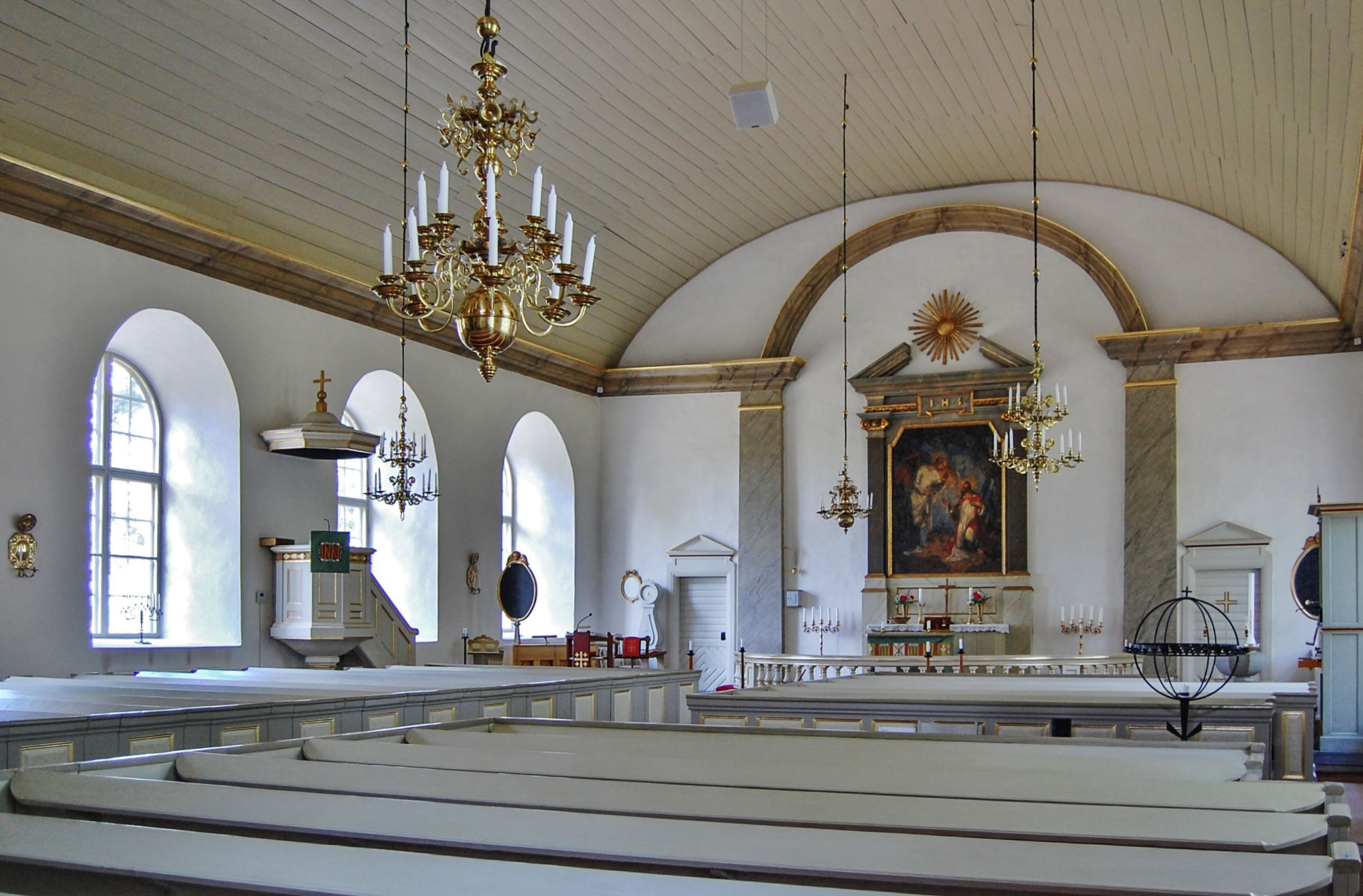
Interiör mot öster.
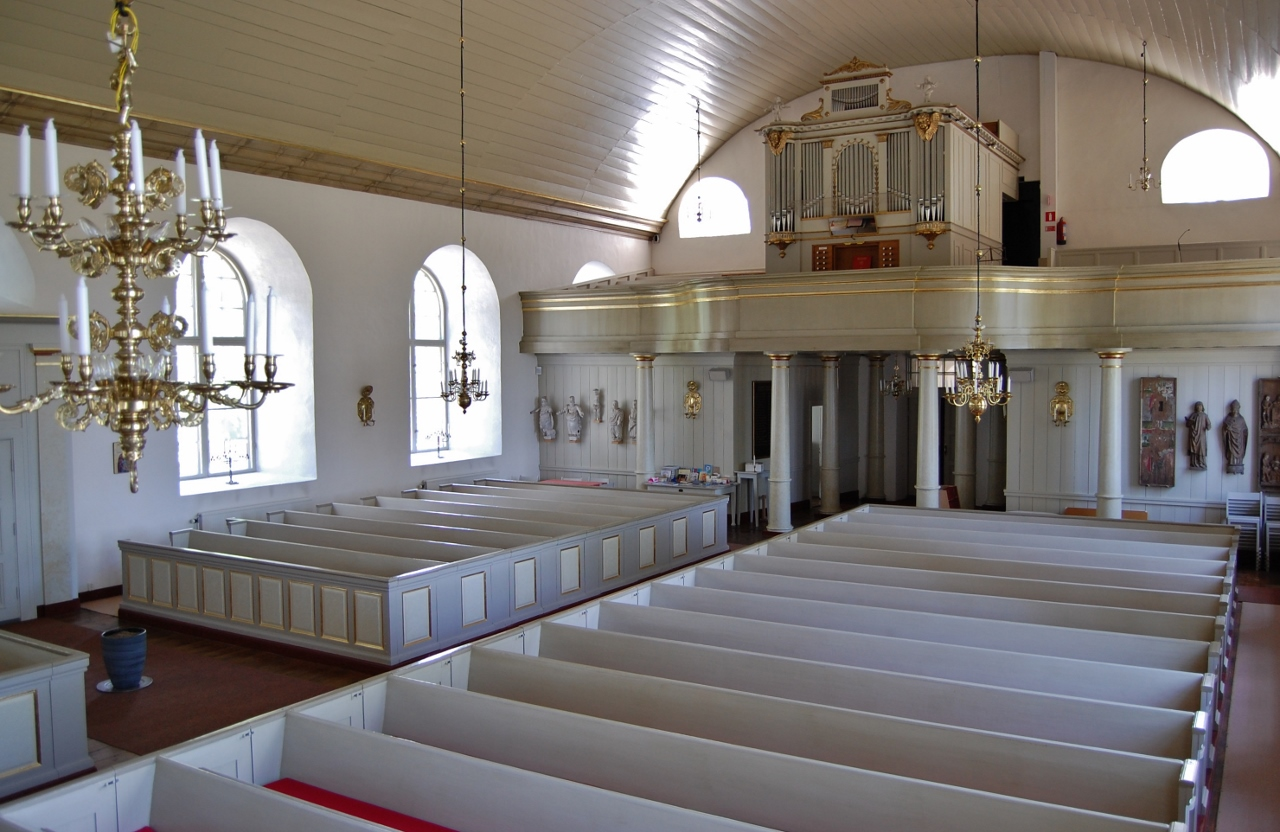
Interiör mot väster.
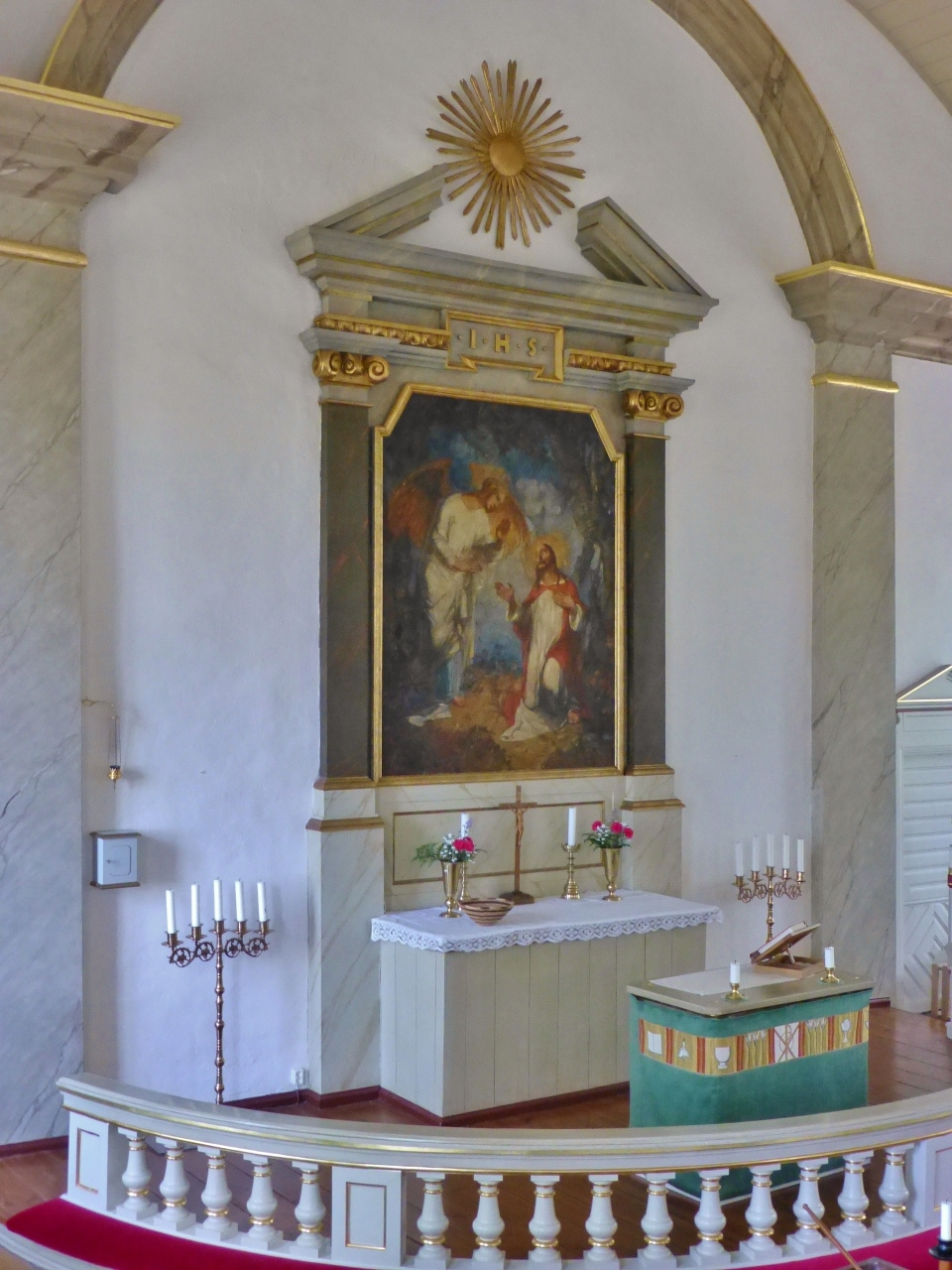
Altare och altaruppställning.
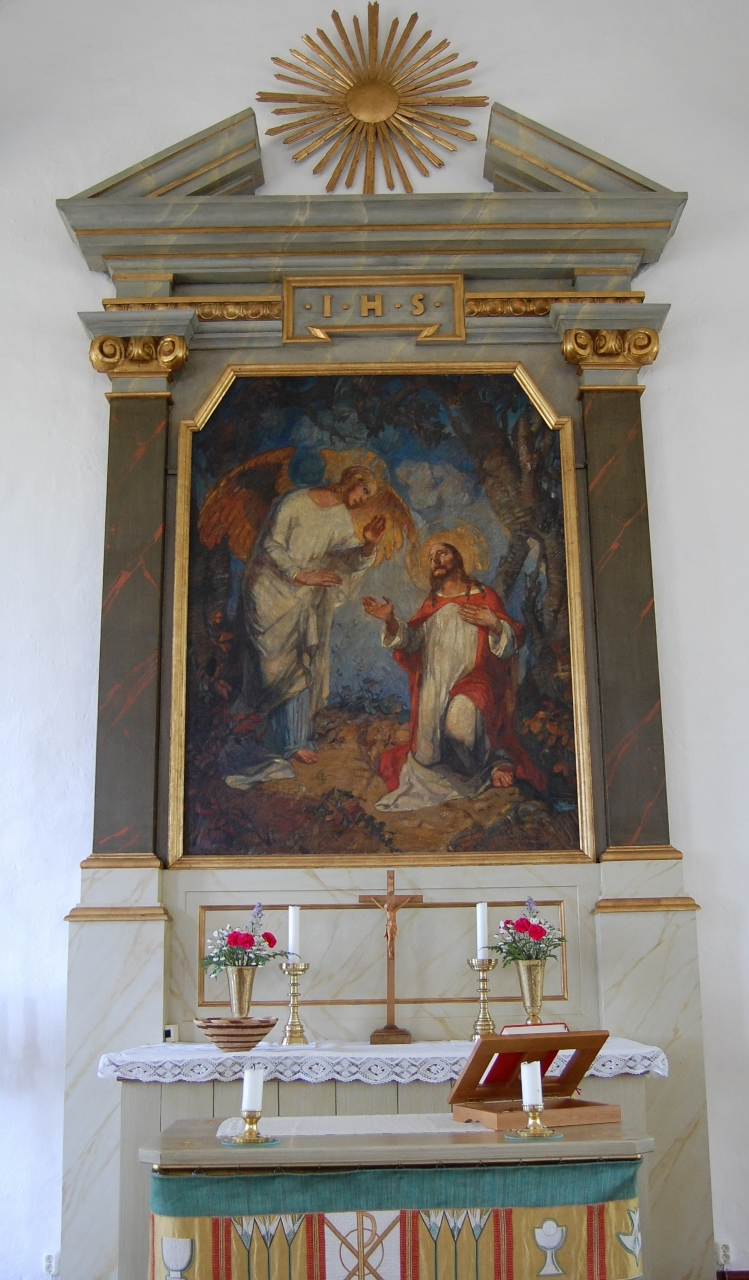
Altartavla "Jesus i Getsemane".
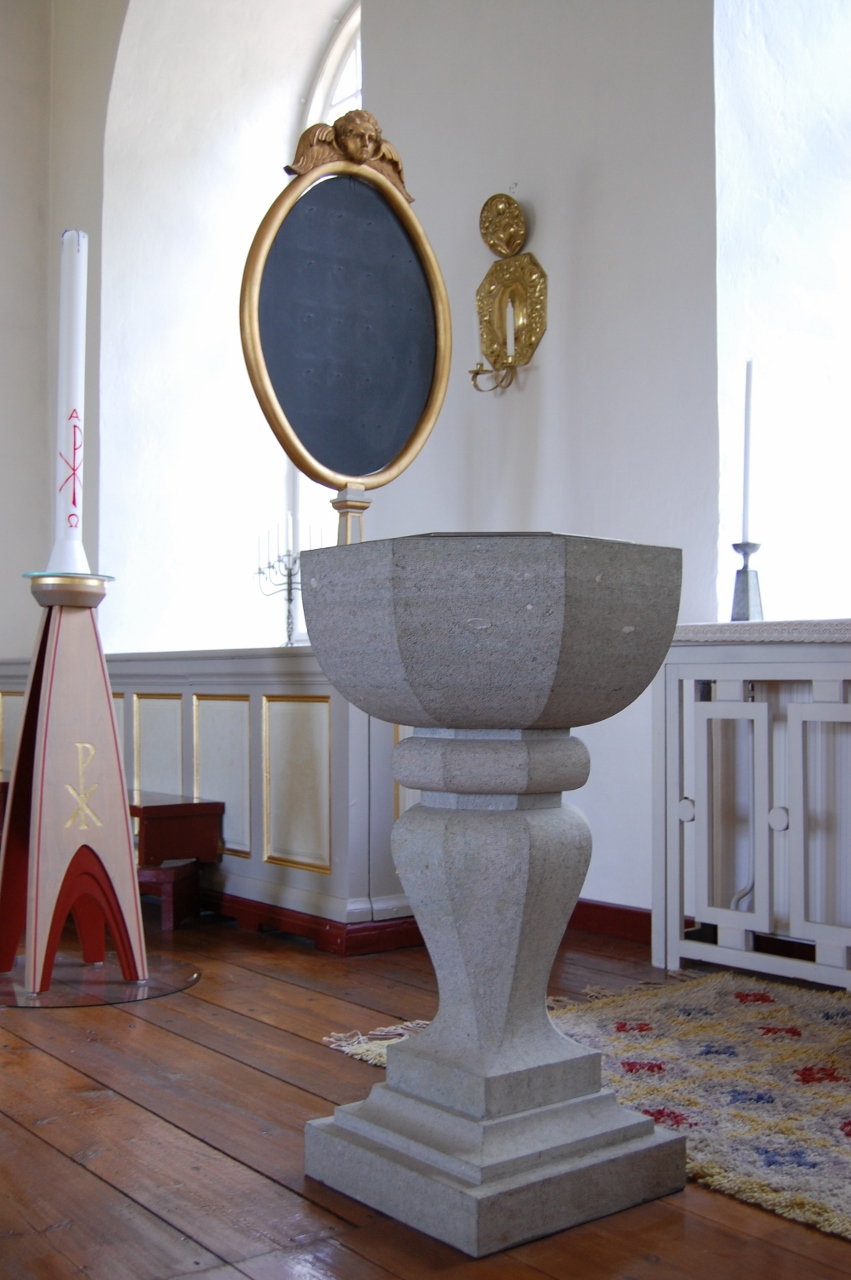
Dopfunten.
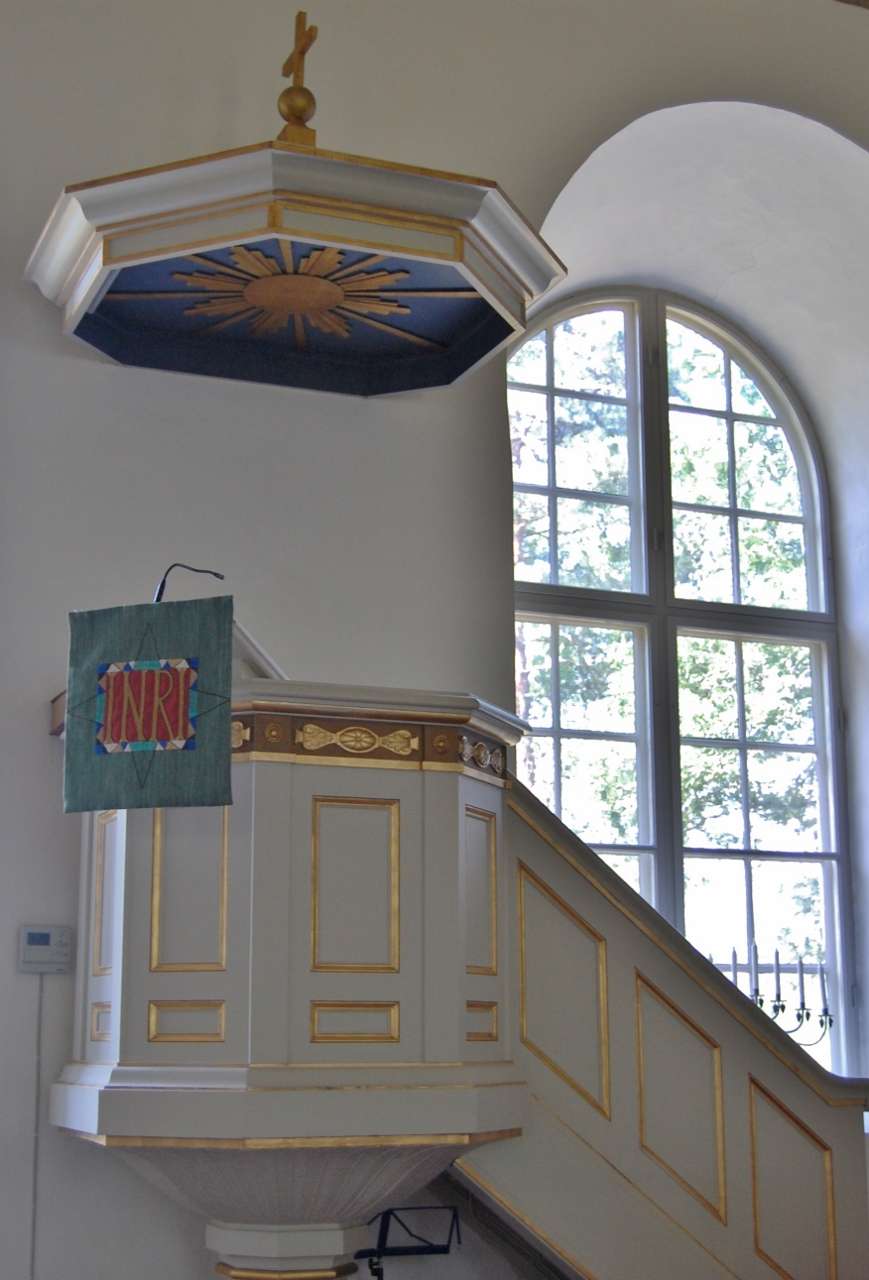
Predikstolen.
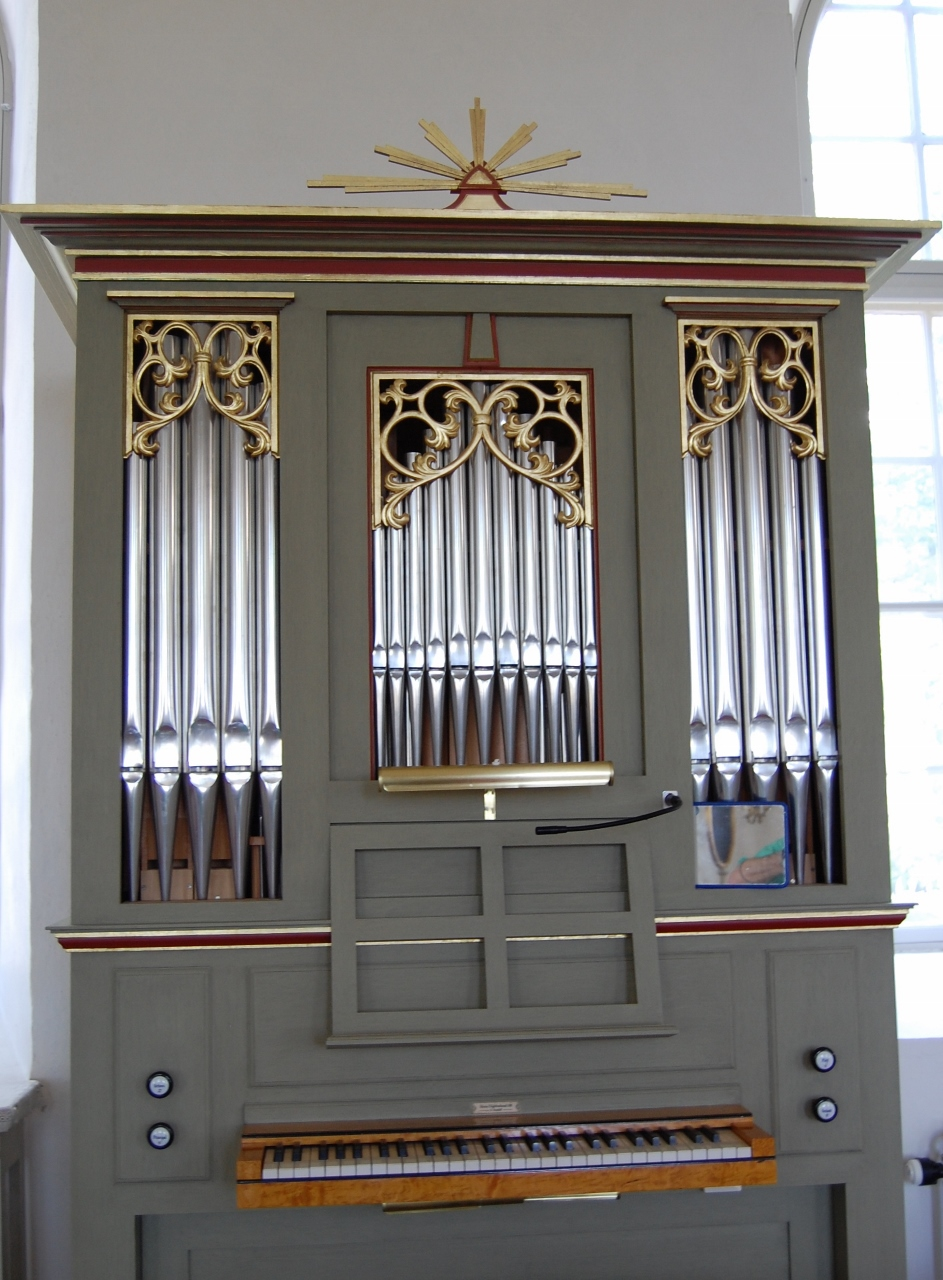
Kororgeln.
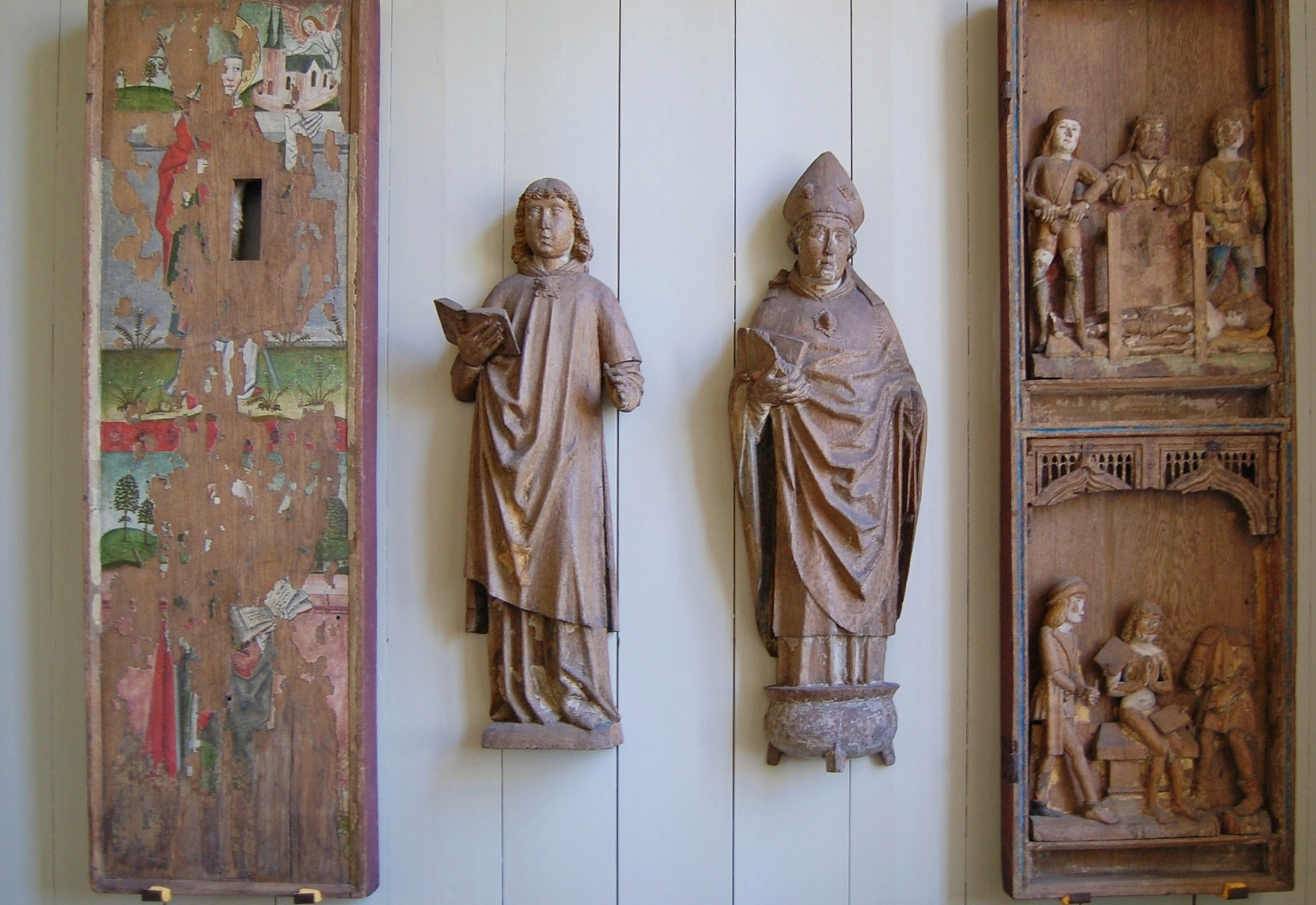
Altarskåpsdörrar och skulpturer från 1400-talet.

## Orgel

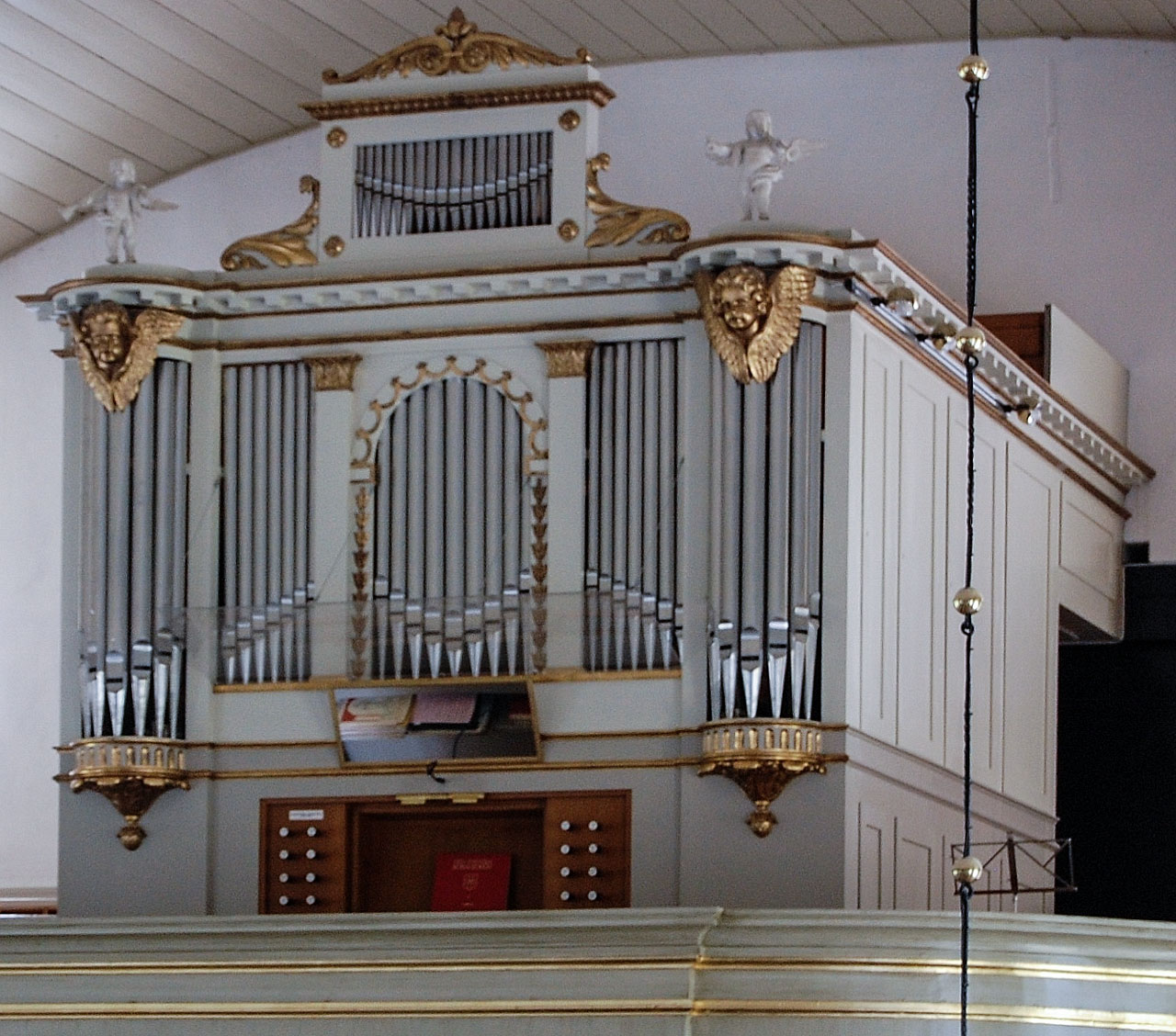
Läktarorgeln

- 1838 byggdes en orgel av Pehr Zacharias Strand, Stockholm med tolv stämmor.
- Nuvarande orgel tillkom 1954 och är byggd av Troels Krohn vid Frederiksborg Orgelbyggeri bakom en fasad, som härstammar från 1838 års orgel. Den renoverades 1978 av J. Künkels Orgelverkstad. Orgeln är mekanisk.

| Huvudverk I  | Svällverk II | Pedal        | Koppel |
| Principal 8´ | Rörflöjt 8´  | Subbas 16´   | I/P    |
| Gedakt 8´    | Fugara 8´    | Oktava 8´    | II/P   |
| Oktava 4´    | Principal 4´ | Gedackt 8´   | II/I   |
| Flöjt 4´     | Gemshorn 4'  | Nachthorn 4´ |        |
| Oktava 2'    | Nasard 2 2⁄3 | Fagott 16´   |        |
| Mixtur 3 ch  | Waldflöjt 2' |              |        |
| Trumpet 8'   | Ters 1 3⁄5'  |              |        |
|              | Scharf 3 ch  |              |        |
|              | Dulcian 8'   |              |        |
|              | Tremulant    |              |        |

- Kororgel.